# 加藤沙織
加藤 沙織（かとう さおり、5月5日 - ）は、日本の女性声優。アクセント所属。長野県出身。

## 経歴
大学時代は後にアニメーション映画監督となる宮崎吾朗と同じ児童文化研究会に所属していた。小学校教員を経て声優となる。バオバブ学園（現：ビジュアル・スペース俳優養成所）（10期生）、東京俳優生活協同組合、モアナファクトリー（現：RME）を経て、アクセントに所属。
北海道芸術高等学校東京池袋サテライトキャンパス声優コースにて講師を務める。

## 人物
声種はアルト。
特技は読み聞かせ。趣味は太極拳。

## 出演

### テレビアニメ
2000年
- サクラ大戦TV
- THE ビッグオー
- ブギーポップは笑わない Boogiepop Phantom（保健の先生）

2004年
- 北へ。〜Diamond Dust Drops〜（市場のオバちゃん、先輩）

2005年
- BLOOD+

2008年
- GUNSLINGER GIRL -IL TEATRINO-（オリガ）

2009年
- 獣の奏者 エリン（エサル）

2012年
- ヨルムンガンド（カレン・ロウ） - 2シリーズ

2013年
- ズーとたのしいシマウマかぞく

2014年
- 山賊の娘ローニャ（鳥女）

2019年
- アサシンズプライド（ブラマンジェ学院長〈シャーロット＝ブランマンジェ〉）

### 劇場アニメ
- 機動戦士ガンダム 特別版（2000年、母親）
- 機動戦士ガンダムIII めぐりあい宇宙編 特別版（2000年、侍女）
- たんすわらし。（2011年、母[12]）

### OVA
- 戦闘妖精雪風（2002年、チュンヤンパイロット）
- HELLSING（2009年、セラスの母[13]）

### ゲーム
- トゥー・ヒューマン（2008年、フレイヤ）

### 吹き替え
- アバウト・シュミット
- 暗殺の瞬間
- エイリアン2
- FBI: 特別捜査班
- エンドゲーム 大統領最期の日（ケイト・クロフォード）
- ガーデン
- クルーレス - ビバリーヒルズのハチャメチャ学園（アンバー）
- グッド・ワイフ2
- クロコダイルの涙（カレン）
- コウラン伝 始皇帝の母（雲〈イン・シュー〉[14]）
- 氷の接吻
- ザ・プラクティス ボストン弁護士ファイル（レベッカ・ワシントン）
- サンドゥ、学校へ行こう!（ハン・セラ）※日本テレビ版
- CSI:科学捜査班
- シカゴホープ（ウェバー）
- スピード（黒人女2）※テレビ朝日版
- 7デイズ（パトリシア）
- タイムトラベラー きのうから来た恋人（ベティ〈シンシア・メイス〉）
- D.N.A.V
- デイ・アフター 首都水没
- ディセント2（サラ）
- パンドラ・プロジェクト（留守番電話）
- ファイナル・デスティネーション
- ファンタスティック・フォー:銀河の危機
- フィオナが恋していた頃
- フォーン・ブース
- プライベート・プラクティス3（ルビー〈フランシス・フィッシャー〉）
- プライベート・プラクティス4
- プリズン・ブレイク（クリスティン・ケラーマン：Season 2）
- ヘル・ドライブ（メーガン・アンダーソン）
- ボディ・オブ・プルーフ2 死体の証言
- 迷宮のレンブラント
- モンスーン・ウェディング
- U-571（ダルグレン夫人）※DVD版
- ラブ・パンチ（ケイト〈エマ・トンプソン〉）
- LAW & ORDER:陪審評決（トレイシー・カイバー〈ビビ・ニューワース〉[15]）
- 私はラブ・リーガル2（ヘレン）

### ナレーション
- 気分走快